# Cynortoides quadrispinosa
Cynortoides quadrispinosa is een hooiwagen uit de familie Cosmetidae.